# Vladimír Čermák (právník)
Vladimír Čermák (3. září 1929 Čechyně – 21. července 2004) byl český právník, filozof, politolog a humanista.

## Život
Narodil se v Čechyni u Rousínova, ale většinu života prožil v Brně, kde vystudoval II. státní reálné gymnázium. V roce 1952 absolvoval Právnickou fakultu Karlovy univerzity v Praze. Poté působil u Krajského soudu v Brně, nejdříve jako justiční čekatel, pak v letech 1955–1972 jako soudce a nakonec jako státní notář až do roku 1975, kdy z justice odešel a začal pracovat jako podnikový právník v Kovopodniku města Brna. Současně začal zpracovávat své pětisvazkové dílo Otázka demokracie. V 80. letech spolupracoval s některými brněnskými divadly a rovněž napsal hru Hostina Filozofů.
V roce 1990 spolu s několika kolegy založil na Filozofické fakultě MU katedru politologie, jejímž se stal vedoucím. V roce 1993 se habilitoval a v roce 1994 byl jmenován profesorem v oboru sociální filozofie. Od roku 1990 působil také jako učitel na JAMU v Brně. Byl členem vědecké rady Filozofické fakulty Masarykovy univerzity a v letech 1994–98 i členem redakčního kruhu Politologického časopisu.
15. července 1993 byl prezidentem republiky Václavem Havlem jmenován soudcem Ústavního soudu, kde působil celé desetileté funkční období. Byl autorem mnoha jeho klíčových judikátů.